# Bezirksklasse Magdeburg-Anhalt 1935/36
De Bezirksklasse Magdeburg-Anhalt 1935/36 was het derde voetbalkampioenschap van de Bezirksklasse Magdeburg-Anhalt, het tweede niveau onder de Gauliga Mitte en een van de drie reeksen die de tweede klasse vormden. FC Viktoria 09 Stendal werd kampioen, dat in de promotie-eindronde FC Thüringen Weida en SV Merseburg 99 voor moest laten gaan en zodoende in de Bezirksklasse bleef.

## Eindstand
| Plaats | Club                     | Wed. | Saldo | Ptn.  |
| ------ | ------------------------ | ---- | ----- | ----- |
| 1.     | FC Viktoria 09 Stendal   | 20   | 56:35 | 26:14 |
| 2.     | FC Preußen 02 Burg       | 20   | 52:40 | 25:15 |
| 3.     | Saxonia 07 Tangermünde   | 20   | 53:47 | 24:16 |
| 4.     | VfL Germania Wernigerode | 20   | 66:45 | 23:17 |
| 5.     | SV 09 Staßfurt           | 20   | 54:52 | 21:19 |
| 6.     | FV Fortuna Magdeburg     | 20   | 66:50 | 20:20 |
| 7.     | MSC Preußen 99           | 20   | 46:52 | 20:20 |
| 8.     | SV Viktoria 03 Zerbst    | 20   | 43:46 | 18:22 |
| 9.     | FC Germania Halberstadt  | 20   | 46:53 | 17:23 |
| 10.    | SV 07 Bernburg           | 20   | 40:56 | 17:23 |
| 11.    | FC Askania Aschersleben  | 20   | 40:86 | 08:32 |

|  | Kampioen, deelname promotie-eindronde |
|  | Degradatie naar 1. Kreisklasse        |

## Promotie-eindronde
De vier kampioenen van de 1. Kreisklasse namen het tegen elkaar op, de top twee promoveerde.
| Plaats | Club                   | Wed. | Saldo | Ptn. |
| ------ | ---------------------- | ---- | ----- | ---- |
| 1.     | VfB 1906 Schönebeck    | 6    | 23:14 | 7:5  |
| 2.     | FC 1915 Mildensee      | 6    | 13:11 | 7:5  |
| 3.     | SpVgg 04 Thale         | 6    | 19:20 | 6:6  |
| 4.     | FV Fortuna Tangermünde | 6    | 17:27 | 4:8  |

|  | Promotie naar Bezirksklasse Magdeburg-Anhalt 1936/37 |